# Seiichirō Tarui
Seiichirō Tarui (jap. 垂井清一郎 Tarui Seiichirō; ur. w 1927 r.) – japoński lekarz.
Jako pierwszy na świecie opisał w 1965 r. zaburzenie spichrzania glikogenu, nazwane na jego cześć chorobą Taruiego.